# A colpi d'ascia
A colpi d'ascia. Una irritazione (titolo orig. Holzfällen. Eine Erregung) è il secondo romanzo di Thomas Bernhard della cosiddetta Trilogia sulle Arti (musica, teatro e pittura), pubblicato nel 1984. Il libro suscitò scalpore in Austria e fu lì bandito, poiché alcune figure viennesi pensarono di riconoscersi nel testo. Ebbe comunque molto successo in patria e all'estero.
Il critico americano Harold Bloom ha annoverato A colpi d'ascia tra le opere del Canone Occidentale della letteratura, da lui compilato nel 1994.

## Tema
(Thomas Bernhard, A colpi d'ascia, Adelphi, 1990)
Sono le undici e mezza di notte, in un elegante appartamento viennese, un gruppo di persone sta aspettando, con una certa impazienza e crescente appetito, l'arrivo di un famoso attore drammatico, ospite d'onore, per poter iniziare la cena. A guardarli tutti, silenziosamente da una poltrona nell'angolo della sala, è uno di loro, lo scrittore e io narrante, che non ha messo piede in questa abitazione da più di vent'anni. L'attore tarda ad arrivare, forse trattenuto al Burgtheater dagli applausi per la sua eccelsa interpretazione come personaggio di punta nel dramma di Ibsen L'anatra selvatica. Intanto, lo scrittore medita sarcasticamente e ricorda. 
Finalmente, l'attore arriva e questa "serata artistica" si sviluppa in tutte le sue pretese farsesche: lo scrittore narrante rivive gli ultimi due decenni, le sue connessioni e legami coi vari ospiti attorno alla tavola imbandita, e la sua relazione con la donna (Joana) che fu la cristallizzazione dei rapporti tra tutti loro, il cui suicidio diventa il punto di rottura che creerà la potente crisi finale per gli ospiti prima che la notte si concluda.

## Edizione italiana
- Thomas Bernhard, A colpi d'ascia. Una irritazione, traduzione di Agnese Grieco e Renata Colorni, Collana Fabula n.45, Milano, Adelphi, 1990,  p. 222, ISBN 978-88-459-0781-4.